# Len Crompton
Leonard Compton (26 tháng 3 năm 1902 – sau 1930) là một cầu thủ bóng đá người Anh. A thủ môn, ông thi đấu ở Football League cho Blackpool, Rochdale, Barnsley và Norwich City.